# 纳西尔·吉贝利
纳西尔·吉贝利（波斯語：ناصر جبلی，1957年－）是伊朗裔美国程序員与电子游戏开发者。吉贝利是天狼星软件的联合创办人，建立了自己的公司吉贝利软件，并曾就职于史克威尔（今史克威尔艾尼克斯）。吉贝利以1980年代早期为Apple II电脑制作3D射击游戏等游戏而出名，他后来知名的作品包括在史克威尔製作的遊戲，与坂口博信合作的早期最终幻想游戏，以及《来吧 大作战》、《Rad赛车》、《圣剑传说2》等。

## 早期生涯

### 天狼星软件
吉贝利出生于伊朗，后来移居美国学习计算机科学。在1980年，吉贝利和杰瑞·杰威尔创办了天狼星软件。作为天狼星软件的一部分，吉贝利改进了Apple II的图像技术。这期间吉贝利凭借高效的游戏制作获得了声誉，有一年制作了12个游戏之多。这些游戏包括畅销个人电脑游戏《Space Eggs》和《Gorgon》。《Gorgon》在一年内售出了23,000份，并保持最畅销电脑游戏记录到1982年。

### 吉贝利软件
1981年，吉贝利离开天狼星，建立了自己的软件公司吉贝利软件，1982年发行的Apple II游戏《地平线V》的早期雷达机制成为了家用系统第一人称射击游戏的早期样板。同年他发行了另一款Apple II第一人称射击游戏《顶点》，其允许玩家的船旋转。然而他的公司未能获得成功，而1983年电子游戏崩溃敲响了吉贝利软件的丧钟。

## 史克威尔时期
在吉贝利软件破产后，吉贝利放了一段长假环游世界。他在1986年重新露面，并拜访其好友，Brøderbund拥有者道格·卡尔斯顿。吉贝利再次对游戏开发感兴趣；卡尔斯顿告诉他FC游戏机崛起的消息，并让吉贝利从那个平台开始编程。纳西尔对此产生兴趣，因此道格和纳西尔一起飞往日本，并将其引荐给任天堂和史克威尔的好友。纳西尔在任天堂会见了宫本茂和几位史克威尔人员。任天堂对此表示没有兴趣；但史克威尔的程序员，以及一直喜欢吉贝利的作品的坂口博信称赞了纳西尔的才能，并非常希望他加入进来。吉贝利和河津秋敏与时田贵司大约同时加入公司。在从母公司电友社分离为“史克威尔”后，他与坂口的合作达到顶峰。

### FC 3D系统
在史克威尔时，纳西尔第一个编程的游戏是FC磁碟机的《来吧 大作战》，其在北美NES发行时名为《3-D WorldRunner》，游戏于1987年上半年发行。《来吧 大作战》使用了和世嘉1985年第三人称铁道射击游戏《太空哈利》相似向前卷轴效果，是早期向前卷轴伪3D第三人称平台动作游戏，玩家可以在卷轴前进方向下自由移动，并需要跳过障碍和沟壑。游戏是最早立体感3D游戏之一。他在史克威尔第二部作品是1987年发行的《Rad赛车》，一部为FC 3D系统设计的早期立体感3D竞速游戏。他还为1990年续作《Rad赛车II》编程。

### 最终幻想系列
吉贝利之后和坂口、植松伸夫、天野喜孝合作组成史克威尔A队，制作畅销系列最终幻想的首部作品《最终幻想》。这部1987年FC平台电子角色扮演游戏带有几个特色，包括实验性的角色创造系统，通过指定队员角色职业，玩家可以创作自己的队伍；时间旅行的概念；玩家角色出现在右边、敌人出现在左边的侧视战斗视角，这之后成为大量游戏机RPG的标准；以及使用船、独木舟和飞空艇作为交通工具。
接下来，他为被称作“第一个真正最终幻想游戏”的《最终幻想II》编程，《最终幻想II》发行于1988年，其包括“感人的情节、道德上模棱两可的角色，悲剧事件”，故事情节“情感丰富胜过游戏性和对话的总和”。较之于将传统的等级与经验值，本作使用了“通过连续同种行动，逐渐发展不同能力值”的新熟练度系统，该机制在之后的沙迦系列、格兰蒂亚系列、《最终幻想XIV》和上古卷轴系列等RPG中使用。《最终幻想II》还使用了开放世界探索方式，并创新使用了对话树系统，玩家可记忆一些关键词和短语，并在和非玩家角色对话中提到这些词。
他之后又为1990年发行的《最终幻想III》编程，该作引入了经典的职业系统，角色发展系统可让玩家改变角色职业，并可随游戏进度习得新而高级的职业与联合职业能力。在《最终幻想II》和《III》开发途中，因工作签证到期，吉贝利不得不从日本返回加利福尼亚沙加緬度。其余的开发职员带着必要的材料与设备，随他到沙加緬度就地完成游戏制作。

### 圣剑传说
在完成《最终幻想III》后，吉贝利又放了一段长假，并在返回后开始制作圣剑传说系列的第二作《圣剑传说2》。游戏于1993年发行。游戏对动作角色扮演游戏做了发展，如独特的合作多人游戏玩法。游戏由最终幻想前三作的后方团队创作，包括吉贝利、石井浩一和田中弘道。游戏原打算制作到超级任天堂CD扩展上，成为最早的CD-ROM RPG，但由于超级任天堂CD计划的放弃，游戏被迫转向制作于标准游戏卡带上。
游戏获得好评，包括创新的可暂停即时战斗系统，环形命令菜单系统，革新的合作多人玩法（第二或第三角色可以随时出入游戏，而非同时加入游戏），以及可为电脑控制队友设置AI。游戏影响了后来的一些动作RPG，包括《邪恶元素神殿》和《末日危城III》等现代RPG。在《圣剑传说2》后，吉贝利的大多数工作都由成田贤接任。

## 史克威尔时期以后
在《圣剑传说II》完成后，吉贝利再次淡出并环游世界，基本退休的他以史克威尔的专利费作收入。在1998年8月，吉贝利在约翰·罗梅洛德克萨斯达拉斯离子风暴工作室的1998年Apple II重聚上出现。在聚会中，罗梅洛称，吉贝利对他游戏设计师生涯产生重大影响。目前吉贝利生活在加利福尼亚緬度，大多数时间和他的妻子生活在一起。坂口和纳西尔依然是好友。

## 创作游戏

### 天狼星软件
- Star Cruiser（1980年，Apple II）
- Phantoms Five（1980年，Apple II）
- Both Barrels（1980年，Apple II）
- Gorgon（1981年，Apple II）
- Space Eggs（1981年，Apple II）
- Cyber Strike（1981年，Apple II）
- Pulsar II（1981年，Apple II）
- Autobahn（1981年，Apple II）

### 吉贝利软件
- Horizon V（1981年，Apple II）
- Firebird（1981年，Apple II）
- Russki Duck（1982年，Apple II）
- Zenith（1982年，Apple II）
- Neptune（1982年，Apple II）
- ScubaVenture（1983年，IBM PC兼容机）
- Mouser（1983年，IBM）

### 史克威尔
- 来吧 大作战（1987年，FC游戏机）
- Rad赛车（1987年，FC游戏机）
- JJ～来吧 大作战 Part 2（1987年，FC游戏机）
- 最终幻想（1987年，FC游戏机）
- 最终幻想II（1988年，FC游戏机）
- 最终幻想III（1990年，FC游戏机）
- Rad赛车II（1990年，FC游戏机）
- 圣剑传说2（1993年，超级任天堂）
- 最终幻想I·II（2002年，PlayStation）

### 史克威尔艾尼克斯
- 最终幻想I·II Advance（2004年，Game Boy Advance）